# Hypocrita venosa
Hypocrita venosa är en fjärilsart som beskrevs av Felder 1874. Hypocrita venosa ingår i släktet Hypocrita och familjen björnspinnare. Inga underarter finns listade i Catalogue of Life.